# Länsväg 370
Länsväg 370 är en väg mellan Boliden och Holmfors, via Renström, Bjurträsk, Lillholmträsk och Malå. Från Boliden skyltas vägen mot Malå, och efter Malå skyltas den mot Sorsele. Från väster skyltas vägen mot Skellefteå från korsningen mellan E45 / länsväg 363.

## Sträckning
Från korsningen med riksväg 95 utanför Boliden går vägen norr om Boliden AB:s stora industriområde med anrikningsverk för malm från gruvorna i Skelleftefältet. Strax efter infarten till industriområdet korsades vägen av linbanan Kristineberg-Boliden för första gången, vars stolpar fortfarande står kvar. Strax före Renström korsar linbanan en andra gång och efter Renström går vägen på en lång bro över Skellefteälven. Vägen går nu över vidsträckta sandhedar på älvens södra sida. Norra stambanan passeras under en viadukt för Södra Kusfors. En bit före Bjurträsk passeras linbanan en tredje gång. Infarten till Bjurträsk är också infart till Norsjö som ligger en mil söder om huvudvägen.
I den lilla byn Bäverhult korsar Militärvägen, länsväg 365, där trafikanter på länsväg 370 har företräde. Efter Bäverhult följer vägens längsta backe, där brukar tyngre fordon kunna ha problem vintertid. Vid Gissträsk ansluter gamla Malåvägen. Några kilometer senare, i den lilla byn Lillholmträsk delar sig vägen, rakt fram går vägen till gruvsamhället Kristineberg, medan huvudleden svänger av åt höger mot Malå. 
Nu följer vägen i stort sett den över hundra år gamla sträckningen för huvudvägen Skellefteå - Norsjö - Malå, och vägen blir smalare och krokigare. Vid byn Norrbränna passeras gränsen till Lappland, och här når vägen sin högsta punkt, drygt 440 meter över havet. Inte långt härifrån ligger landskapet Västerbottens högsta berg Åmliden 551 m ö.h.. Den enda större byn före Malå är Rentjärn. Strax efter korsningen med vägen mot Grundträsk passeras linbanan en fjärde och sista gång. Sista kilometrarna före Malå passeras på ett vackert vägavsnitt, där vägen balanserar på en rullstensås, korsar Malån och sedan följer Malåträskets branta norra strand.
Länsväg 370 heter genom Malå Storgatan och går genom samhällets mest centrala delar. Vid utfarten passeras ortens stora sågverk och en del andra industrier. Vägen går nu längs det långsträckta Malåträsket och just före passagen av Malån vid sjöns inlopp, delar sig vägen. Tar man av till höger passerar man först det gamla gruvsamhället Adak och sedan E45 vid Slagnäs för att slutligen komma till Arjeplog. Enda bebyggelsen nu före vägens slutpunkt vid Holmfors och Vindelälven, är den lilla byn Vännäs som av det gamla postverket fått ett prefix och numera heter Malåvännäs.

## Vägutformning
Delen Boliden - Lillholmträsk är en blandning av linjestakad och miljöstakad tvåfilig landsväg 7-9m bred, hastighetsbegränsning till största delen satt till 110 km/h. Lillholmträsk - Malå är en för regionen mycket gammal naturlig vägsträckning, sparsamt modifierad genom åren, med skarpa kurvor, många backkrön och för det mesta 6,5 meter bred. Hastighetsbegränsningen är satt till omväxlande 70km/h och 90km/h. Den avslutande delen Malå - Holmfors är en linjestakad 110-väg.

## Planerad utbyggnad
Sträckan Lillholmträsk – Malå är en vägsträcka som stått högt på Vägverkets prioriteringslista (skrivet 2006), någon tidsplan för när hela sträckan är åtgärdad finns dock inte.
Dock nybyggdes år 2019-2020 en 2 km lång sträcka vid Nölviken söder om Malå eftersom tidigare väg var smal och utsatt för stenras och ofta hade översvämning.

## Historik

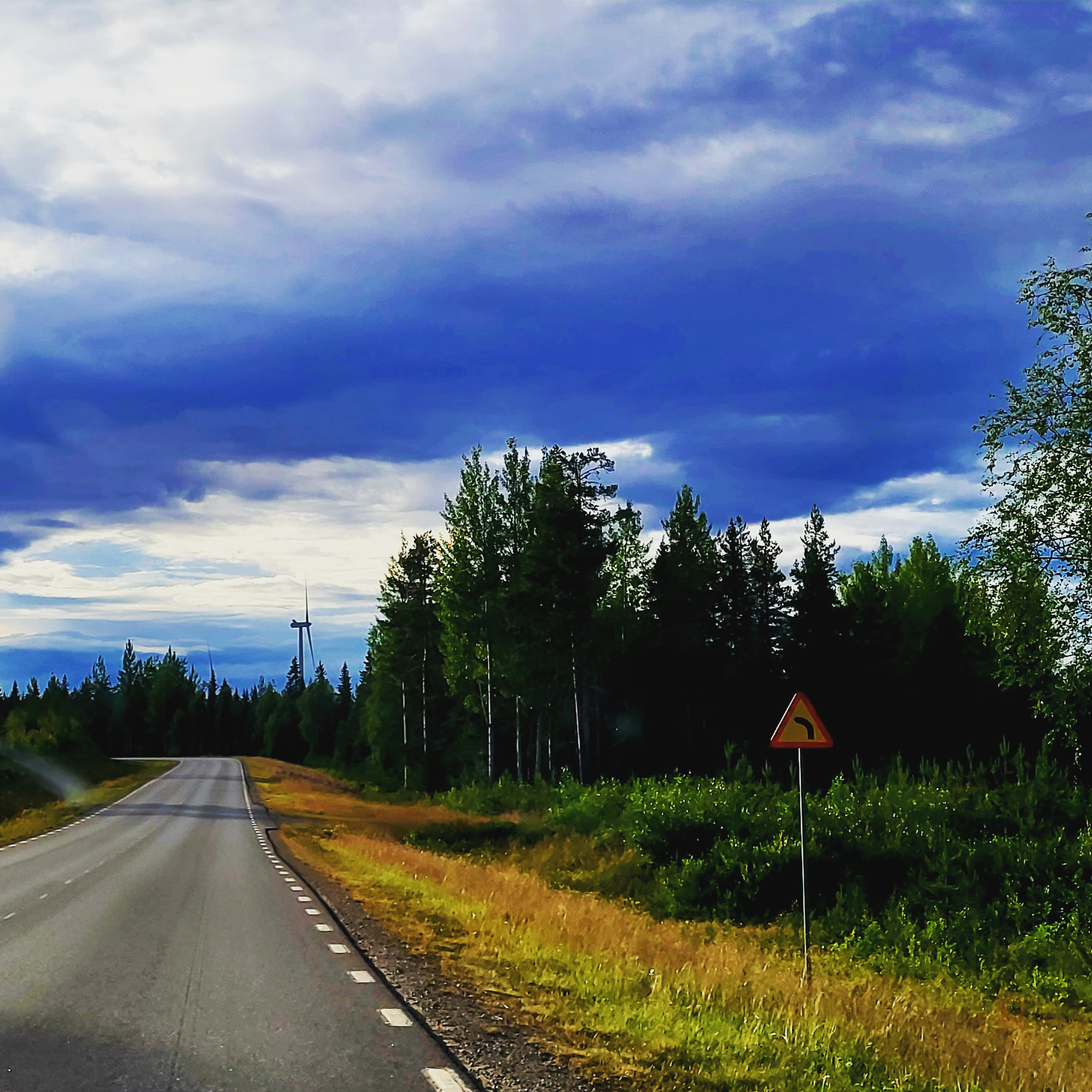
Länsväg 370 strax nordväst om infarten till Norsjö.

### Den gamla Malåvägen
Den gamla vägen Skellefteå–Bastuträsk–Norsjö–Malå och vidare västerut mot Sorsele och Storuman har anor som körväg från 1800-talet. Det var länge den enda vägen för hästvagnar och senare bilar för färd från Malå till kusten.
Från Skellefteå går den gamla vägen på norra sidan Skellefteälven genom byarna Myckle och Medle. Älven korsas vid Krångforsen och vägen fortsätter västerut söder om älven. I korsningen med tidigare länshuvudväg 366 möttes en gång fem vägar och namnet Femvägaskälet lever fortfarande kvar lokalt fast korsningen sedan länge är ombyggd till en fyrvägskorsning och en trevägskorsning.
Bibanan Bastuträsk - Skelleftehamn korsas i Röjnoret. Tätorten Bastuträsk har vuxit upp vid vägens korsande av Stambanan genom övre Norrland. Efter Norsjö går vägen till Norsjövallen där den korsar länsväg 356, den så kallade militärvägen. Strax före Lillholmträsk ansluter vägen till dagens länsväg 370.
Den gamla vägen har i stort sett inte byggts om, vilket betyder en krokig väg med många backkrön. Förutom delen Krångfors - Femvägaskälet är hela sträckan belagd.

### Boliden bygger en ny väg
I mitten av 1930-talet beslöt Boliden AB att öppna en gruva i Kristineberg och bryta den nyligen upptäckta malmfyndigheten där. Ett helt nytt samhälle växte upp i ödemarken och bolaget insåg att man behövde bättre kommunikationer för både personal och malmtransporter mellan Kristineberg och Boliden, där både huvudkontor och anrikningsverk var lokaliserade. Den närmaste vägen nu gick över Björksele - Rusksele - Norsjö och var 14 mil.
Den nya vägen byggdes i etapper 1938-1941 och samfinansierades mellan Boliden AB och föregångaren till Vägverket, en av få privatfinansierade allmänna vägar i Sverige. Denna väg är i stort sett samma väg som dagens länsväg 370 från Boliden till Lillholmträsk, man kan på en karta se att vägen i princip är ett rakt streck mellan Boliden och Kristineberg. Boliden AB:s delaktighet i vägbygget betydde också att huvudorten Norsjö hamnade vid sidan av den stora vägen. Den enda större förändringen i vägsträckning är första biten mellan Boliden och Renström. Tidigare gick vägen från centrum i Boliden, via Bjurvattnet och anslöt till en befintlig väg längs Skellefteälven strax nedströms Renfors.

### Vägarna numreras
Den gamla Malåvägen blev 1951 länshuvudväg 370, som gick mellan Skellefteå och Holmfors. Ända till 1964 saknade sträckan Boliden - Lillholmträsk högre vägnumrering, medan delen Lillholmträsk - Malå 1962 blev riksväg 94 och delen Malå - Holmfors blev länsväg 370. 1964 flyttades vägnumreringen över från den gamla vägen Skellefteå - Malå, och den sträckning länsväg 370 har idag blev alltså riksväg 94 fram till Malå, där vägen övergick i länsväg 370. Den gamla vägen via Norsjö blev länsväg 369, och förblev det fram till 1986, då den nedklassades till övrig länsväg. Samtidigt införlivades riksväg 94 i länsväg 370 och riksväg 95. Den gamla Malåvägen har förlorat större delen av sin genomfartstrafik, eftersom bilisterna väljer länsväg 370 och andra parallella vägar.

## Kuriosa
Länsväg 370 marknadsförs för turister som Guldvägen, en slags systerväg till den etablerade Silvervägen, och som ett sätt att knyta ihop turistattraktionerna i Guldriket.
Vägen är starkt förknippad med gruvbrytningen i Skelleftefältet. Ett stort antal nedlagda och aktiva gruvor passeras längs vägen. Den 96 km långa linbanan Kristineberg - Boliden följer i stort sett samma sträckning. Linbanans högsta linbanestolpe ses tydligt från vägen då den passerar på bron över Skellefteälven.
I Rentjärn finns en avtagsväg till Kina! Två kilometer söderut finns nämligen en liten by med det namnet. Grannbyarna Japan, Korea och Grekland(!) är dock öde sedan många år. Under 1800-talets nybyggartid var det inte så ovanligt att nya bosättningar fick udda namn som dessa, vanligast var dock de sedvanliga -träsk och -lidennamnen.
En mil öster om Malå, strax före avtagsvägen till Grundträsk inträffade en historisk händelse vårvintern 1994. Sverige skulle senare detta år folkomrösta om inträde i Europeiska unionen. EU:s ordförande, Jacques Delors, var tillsammans med statsminister Carl Bildt på PR-resa till det EU-kritiska Norrlands inland. De skulle besöka den renskiljningshage som ligger utmed vägen, och helikoptern landade på skarsnön femtio meter från vägen. Halvvägs till renhagen bar det sig inte bättre än att skaren brast under Delors och Bildt fick hjälpa honom upp. En påpasslig fotograf var framme och händelsen över hur en av världens mäktigaste män föll för Malå, spreds över jorden. Till minne av detta uppförde en lokal konstnär en staty av Delors i full skala på platsen för händelsen. Tyvärr vandaliserades statyn så grovt att den plockades bort några år senare.